# Ex parte
Ex parte est une expression latine qui peut se traduire par « pour la/une partie ». Dans le cadre de procédures judiciaires menées au Canada, ou aux États-Unis, ex parte signifie qu'une partie mène des procédures judiciaires en l'absence (volontaire ou involontaire) de l'autre partie. 